# Круз, Андрей
Андрей Круз (настоящее имя Андрей Юрьевич Хамидулин; 26 января 1965 — 20 февраля 2018, Марбелья) — русский писатель-фантаст.

## Биография
Родители Андрея были с Украины. В младенческом возрасте переехал с семьёй в Калинин (ныне Тверь), а после девятого класса школы — в Москву, в связи со сменой места военной службы его отца.
С 1990-х годов занимался частным предпринимательством. На начало 2000-х годов являлся гендиректором строительной компании ООО «Обучение, наука, производство». В 2005 году эмигрировал в Испанию, после того, как в России на него возбудили уголовное дело по обвинению в мошенничестве. После переезда 5 лет работал в штате компании, связанной с риск-менеджментом, после чего опять занялся предпринимательством.
Впоследствии постоянно проживал в Марбелье, Испания. Владел совместно с женой оружейными магазинами и стрелковым клубом.
В январе 2016 года был арестован полицией Испании на основании запроса со стороны российских правоохранительных органов по обвинению в мошенничестве при строительстве недвижимости в начале 2000-х годов. Обвинение выдвинула Ольга Платонова, телеведущая передачи «Фазенда», одна из пострадавших дольщиков, нанявшая для расследования дела частных детективов. По информации Андрея Царёва, соавтора Круза, сам Круз подавал заявление в испанскую полицию об угрозах его семье со стороны Платоновой, а также заявлял о существовании уголовного дела о подделке документа судебным приставом по её заказу для самозахвата спорного дома Круза в Москве. Судебное дело о взыскании сумм по договору займа (кредитному договору) между персонами велись ещё в 2012—2014 годах. Провёл в тюрьме Испании 12 дней, и был выпущен под обязательство явки без залога, продолжая числиться в розыске Интерпола.
Согласно сообщению от 7 декабря 2017 года на официальном сайте магазина, у Андрея Круза был диагностирован рак и объявлен сбор средств на лечение. Скончался 20 февраля 2018 года. 22 марта 2018 года урна с прахом захоронена на Писательской аллее Ваганьковского кладбища Москвы.

## Литературная деятельность
Активно занимался литературной деятельностью с 2006 года, именно в это время на его странице в интернет-журнале «Самиздат» появляются первые произведения. С декабря 2008 года начал издаваться в издательстве «Альфа-книга».
Для книг характерны детальный реализм и описание ТТХ оружия, техники и боевых действий.
Некоторые серии писал совместно с женой Мананой Алимовной Хамидулиной (Косашвили), использующей псевдоним Лурдес Мария Круз.
Андрей Круз утверждал, что главную героиню своей первой книги («Земля лишних»), Марию Пилар Родригес, полностью «списал с жены, с её фразами, привычками, поведением и темпераментом». При этом главный герой — тёзка автора.